# Рака (Кршко)
Рака (словен. Raka) је насељено место у општини Кршко, Посавска регија, Словенија.

## Историја
До територијалне реорганизације у Словенији била је у саставу старе општине Кршко.

## Становништво
У попису становништва из 2011. године, Рака је имала 311 становника.
| Број становника према пописима | Број становника према пописима | Број становника према пописима |
| ------------------------------ | ------------------------------ | ------------------------------ |
| 1991                           | 2002                           | 2011                           |
| 309                            | 282                            | 311                            |

## Галерија
- пејзаж
- унутрашњост цркве
- црквени торњеви
- ватрогасни дом
- дворац "Рака"